# 路易斯大學
路易斯大學（Lewis University）是位於美國伊利諾伊州羅密歐維爾的一所私立大學，由芝加哥大主教成立於1932年。2015年《美國新聞與世界報道》在“中西部大學”排名中將其列在第23位。

## 外部連結
- Official website （页面存档备份，存于）
- Official Alumni website （页面存档备份，存于）
- Official athletics website
- Campus map （页面存档备份，存于）
- Online Programs （页面存档备份，存于）